# Big Belly Burger
 (octobre 2020).
Big Belly Burger est une chaîne de restauration rapide fictive dans l'univers de DC Comics. Elle est apparue dans un certain nombre de titres de bandes dessinées et d'histoires, ainsi que dans les émissions de télévision Arrow, The Flash, Supergirl et Legends of tomorrow.